# Brucepattersonius iheringi
Brucepattersonius iheringi är en däggdjursart som beskrevs av Thomas 1896. Brucepattersonius iheringi ingår i släktet Brucepattersonius och familjen hamsterartade gnagare. Inga underarter finns listade i Catalogue of Life.
Artepitet i det vetenskapliga namnet hedrar den tyska zoologen Hermann von Ihering.
Denna gnagare förekommer i södra Brasilien och nordöstra Argentina. Den vistas där i skogar och på jordbruksmark nära skogar.
Vuxna exemplar är 8,9 till 11,3 cm långa (huvud och bål), har en 8,3 till 10,7 cm lång svans och väger 40 till 45 g. Bakfötterna är 2,1 till 2,6 cm långa och öronen är 1,5 till 1,9 cm stora. Den mjuka och tjocka pälsen har på ovansidan en gulgrå färg och på undersidan förekommer mer eller mindre ljusa bruna hår vad som ger ett spräckligt utseende.
Antagligen sker parningen under tidiga våren (september på södra jordklotet). Individer i fångenskap försökte gräva en jordhåla under gräs- och lövskiktet. De var främst nattaktiva.